# Heidi Neururerová
Heidi Neururerová (* 5. ledna 1979) je bývalá rakouská snowboardistka.

## Sportovní kariéra
S profesionální kariérou začínala v Rakouské snowboardové asociaci a závodila v seriálu World Pro Tour pořádaného Mezinárodní snowboardingovou federací ISF. V roce 2001 přešla pod křídla Rakouského lyžařského svazu a začala jezdit Světový pohár Mezinárodní lyžařské federace. Specializuje se na disciplíny paralelní slalom a paralelní obří slalom, v nichž se mnohokrát v závodech Světového poháru prosadila na stupně vítězů. Vrcholem její kariéry bylo vítězství na mistrovství světa v roce 2007.

## Přehled výsledků
| Závod         | Datum             | Místo           | Země        | Disciplína            | Umístění |
| ------------- | ----------------- | --------------- | ----------- | --------------------- | -------- |
| Světový pohár | 2. prosince 2001  | Ischgl          | Rakousko    | Paralelní obří slalom | 3.       |
| Světový pohár | 18. prosince 2002 | Whistler        | Kanada      | Paralelní slalom      | 3.       |
| Světový pohár | 20. prosince 2002 | Stoneham        | Kanada      | Paralelní obří slalom | 3.       |
| Světový pohár | 14. březen 2003   | Arosa           | Švýcarsko   | Paralelní obří slalom | 3.       |
| MS 2005       | 19. ledna 2005    | Whistler        | Kanada      | Paralelní slalom      | 2.       |
| Světový pohár | 1. únor 2005      | Maribor         | Slovinsko   | Paralelní obří slalom | 3.       |
| Světový pohár | 12. březen 2005   | Sierra Nevada   | Španělsko   | Paralelní slalom      | 2.       |
| Světový pohár | 13. října 2006    | Landgraaf       | Nizozemsko  | Paralelní slalom      | 3.       |
| Světový pohár | 20. prosinec 2006 | Bad Gastein     | Rakousko    | Paralelní slalom      | 3.       |
| Světový pohár | 21. prosinec 2006 | Bad Gastein     | Rakousko    | Paralelní slalom      | 2.       |
| MS 2007       | 17. ledna 2007    | Arosa           | Švýcarsko   | Paralelní slalom      | 1.       |
| Světový pohár | 28. leden 2007    | Nendaz          | Švýcarsko   | Paralelní slalom      | 2.       |
| Světový pohár | 2. února 2007     | Bardonecchia    | Itálie      | Paralelní obří slalom | 2.       |
| Světový pohár | 9. únor 2007      | Šukolovo        | Rusko       | Paralelní slalom      | 1.       |
| Světový pohár | 12. října 2007    | Landgraaf       | Nizozemsko  | Paralelní slalom      | 2.       |
| Světový pohár | 21. října 2007    | Soelden         | Rakousko    | Paralelní obří slalom | 2.       |
| Světový pohár | 8. prosinec 2007  | Limone Piemonte | Itálie      | Paralelní obří slalom | 1.       |
| Světový pohár | 16. prosince 2007 | Nendaz          | Švýcarsko   | Paralelní slalom      | 2.       |
| Světový pohár | 20. leden 2008    | La Molina       | Španělsko   | Paralelní slalom      | 1.       |
| Světový pohár | 3. března 2008    | Lake Placid     | USA         | Paralelní obří slalom | 3.       |
| Světový pohár | 10. října 2008    | Landgraaf       | Nizozemsko  | Paralelní slalom      | 2.       |
| Světový pohár | 21. prosince 2008 | Arosa           | Švýcarsko   | Paralelní slalom      | 1.       |
| Světový pohár | 7. leden 2009     | Kreischberg     | Rakousko    | Paralelní slalom      | 3.       |
| MS 2009       | 21. leden 2009    | Gangwon         | Jižní Korea | Paralelní slalom      | 4.       |
| Světový pohár | 6. března 2010    | Moskva          | Rusko       | Paralelní slalom      | 2.       |
| Světový pohár | 10. října 2010    | Landgraaf       | Nizozemsko  | Paralelní slalom      | 2.       |
| MS 2011       | 22. leden 2011    | La Molina       | Španělsko   | Paralelní slalom      | 4.       |